# Birdwatchers – Das Land der roten Menschen
Birdwatchers – Das Land der roten Menschen (Originaltitel: Birdwatchers – La terra degli uomini rossi) ist ein italienisch-brasilianisches Filmdrama aus dem Jahr 2009.

## Handlung
Eine Gruppe Indigener fristet ein trostloses Leben in einem brasilianischen Indianerreservat. Sie wurden ihres Landes beraubt. Der Wald, ihre Lebensgrundlage, wurde gerodet und wird jetzt von wenigen Großgrundbesitzern bewirtschaftet. Der Stammesgemeinschaft bleiben Gelegenheitsjobs als Hilfsarbeiter oder als Touristenattraktion auf „Birdwatching-Touren“ übrig. Einige Jugendliche sehen nur in einem Suizid einen Ausweg.
Dem Anführer der Gruppe gelingt es, die Gemeinschaft zu vereinen. Sie verlassen das Reservat und campieren auf ihrem Land. Die ursprüngliche Lebensweise und Kultur soll wiederbelebt werden. Ein junger Indio der Gruppe startet mit der Ausbildung zum Schamanen. Anfangs steht die Gruppe geschlossen zusammen.
Die Großgrundbesitzer wollen die Besetzung des Feldes nicht tatenlos hinnehmen. Sie fürchten, dass dieses Beispiel Schule macht. Nach einem Verrat wird der Häuptling von den Schergen der Großgrundbesitzer erschossen.

## Kritiken
Das Werk war der Filmtipp der katholischen Filmkritik. „Ein bildgewaltiger, ethnologisch korrekter Spielfilm, der die Bedürfnisse der brasilianischen Ureinwohner ernst nimmt und über das Einzelbeispiel hinaus die Kluft zwischen Traditionen und aktuellen Bedürfnissen spiegelt.“
Prisma schreibt: „Dieses südamerikanische Drama kommt trotz des derben Endes zu langatmig daher. Viele Handlungsstränge plätschern vor sich hin ohne die Handlung voranzutreiben. So hätte die Regiearbeit von Marco Bechis […] ein packendes und überaus böses Sozialdrama über das Aufeinandertreffen unterschiedlicher Kulturen werden können, lässt aber die dazu nötige atmosphärische Dichte vermissen. Was bleibt: ein paar interessante Einblicke und Bilder.“